# ستون‌های آفرینش

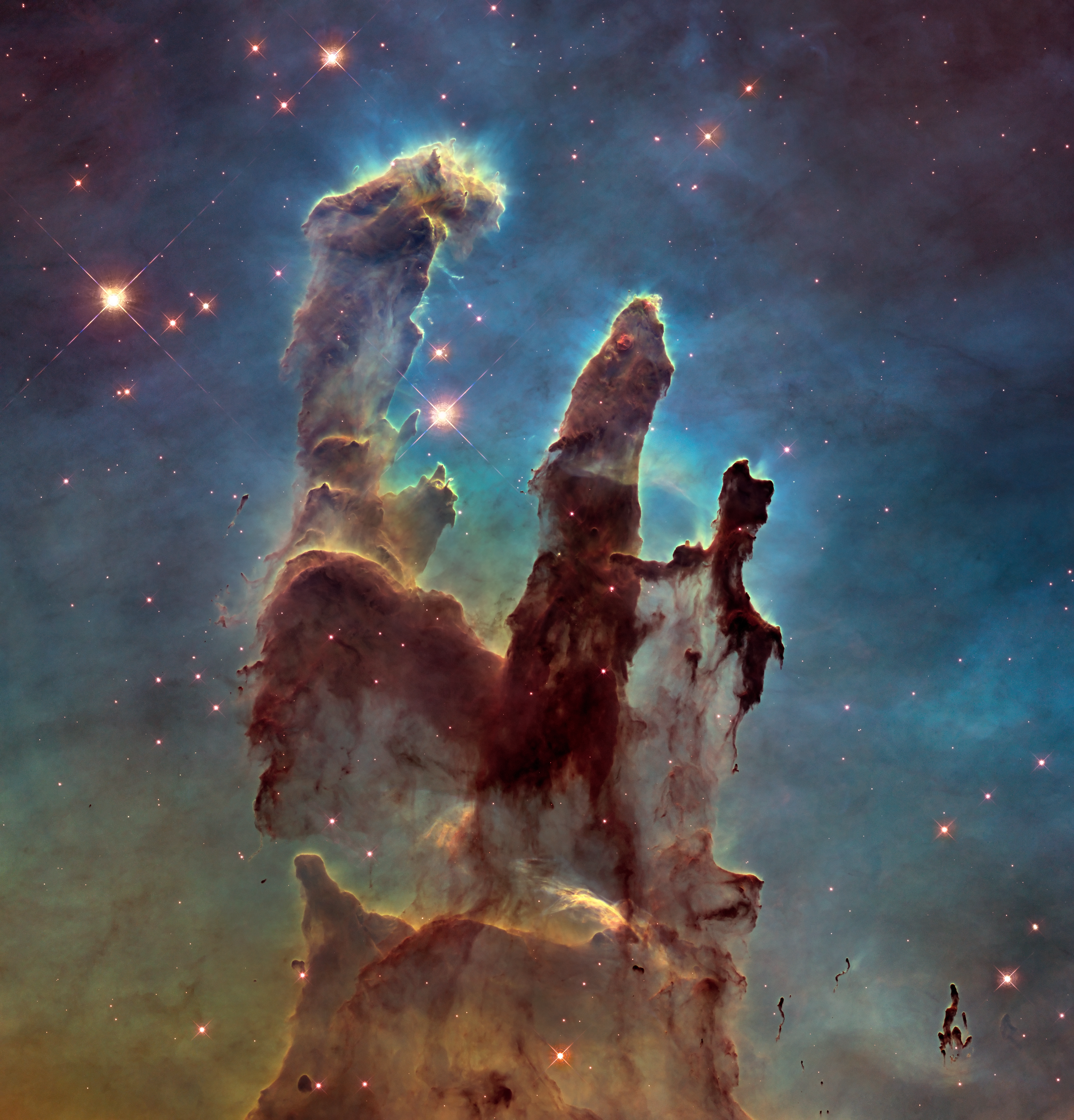
«ستون‌های آفرینش» از سحابی عقاب

ستون‌های آفرینش (به انگلیسی: Pillars of Creation) که به ستون‌های آسمان نیز از آن یاد می‌شود، تصویری شناخته شده‌است که توسط تلسکوپ هابل از خرطوم فیل‌هایی واقع در سحابی عقاب گرفته شده‌است. این خرطوم فیل‌ها از گازهای میان اختری و ذرات کیهانی تشکیل شده‌اند و در فاصلهٔ ۷٬۰۰۰ سال نوری از زمین قرار دارند. دلیل این نامگذاری این است که گاز و ذرهٔ کیهانی در حال آفرینش ستاره‌های جدید هستند و در عین حال نور ستارگان تازه تشکیل شده‌ای که در نزدیکی قرار دارند در حال فرسایش آن‌ها هستند. این تصویر در یکم آوریل ۱۹۹۵ گرفته شد و وبگاه Space.com آن را به عنوان یکی از ده تصویر برتری که توسط هابل گرفته شده انتخاب کرد. جف هستر و پال اسکاون ستاره‌شناسان بانی این عکس بودند که هردو در آن زمان با دانشگاه ایالتی آریزونا همکاری می‌کردند. این منطقه در سال ۲۰۱۱ نیز توسط رصدخانهٔ فضایی هرشل متعلق به سازمان فضایی اروپا دوباره رصد شد.
در اکتبر سال ۲۰۲۲ تصویر تلسکوپ جیمز وب منتشر شد که جزئیات دقیقی از این ساختار ارائه داد. جیمز وب با کمک دوربین فروسرخ توانسته بسیاری از ستاره هایی که در پشت گرد و غبار پنهان بودند را نمایش دهد.

## ترکیب
ستون‌ها از مولکول‌های هیدروژن سرد و ذرات کیهانی تشکیل شده‌اند که با پرتو فرابنفش ستاره‌های نسبتاً نزدیک و داغ در حال تبخیر نوری photoevaporation هستند. طول ستونی که در سمت چپ قرار دارد به شش تا هفت سال نوری می‌رسد. پیش آمدگی‌هایی که در نوک انگشت مانند ابرها به چشم می‌خورند از منظومهٔ خورشیدی ما بزرگ‌ترند.

## تخریب
تصویرهای رصدخانهٔ فضایی هرشل ابری از ذرات داغ را در همسایگی ستون‌های آفرینش نشان می‌دهد که به نظر موج شوک یک ابرنواختر است. ظاهر این ابر گویای آن است که این منظره ۶٬۰۰۰ سال است که از بین رفته و با توجه به فاصلهٔ ۷٬۰۰۰ سال نوری ستون‌های آفرینش از زمین، تصویر این تخریب، ۱٬۰۰۰ سال دیگر برای ما قابل مشاهده خواهد بود. اما این نظریه مورد نقد نیز قرار گرفته چرا که گفته می‌شود، امواج رادیویی و ایکس حاصل از یک ابرنواختر باید شدیدتر از آنچه که مشاهده می‌شود باشد. اگر چنین باشد، ستون‌ها با روند فرسایشی کندتری روبرو خواهند شد.

## عکس هابل
تصویر هابل از ۳۲ عکس مختلف ساخته شده که با ۴ دوربین گرفته شده‌اند. عکس‌ها از نورهای رنگی ساطع شده از عناصر موجود در ابرها (سبز از هیدروژن، قرمز از گوگرد یونیزه و آبی از اکسیژن یونیزه) ساخته شده‌اند.
قسمت‌های سیاه گوشه بالای سمت راست به این دلیل است که دوربینی که آن قسمت را تصویر برداری می‌کرد روی بزرگنمایی تنظیم شده بود تا بتواند جزئیات ریزتری را برای ستاره‌شناس‌ها ثبت کند. تصاویر این دوربین برای تناسب با اندازه تصویرهای سه دوربین دیگر کوچک شد.

## عکس هرشل
در سال ۲۰۱۱، رصدخانه فضایی هرشل با استفاده از طول موج فروسرخ دور تصویری جدید از ستون‌های آفرینش گرفت که امکان نگاه به درون ستون‌ها و ساختارهای موجود در این منطقه را ایجاد کرد تا ستاره‌شناسان درک بهتری از نیروهای سازنده و مخرب در سحابی عقاب داشته باشند.

## تازه‌ترین عکس از تلسکوپ هابل
در تصاویر جدید تلسکوپ فضایی هابل ناسا، جزئیات بی‌سابقه‌ای از ستون‌های آفرینش قابل مشاهده هستند. تصویر اصلی از ستون‌های آفرینش (Pillars of Creation) در سال ۱۹۹۵ توسط تلسکوپ هابل تهیه شدند؛ این سه ستون غول‌پیکر از گاز سرد غرق در نور فرابنفش در سحابی عقاب (M16) واقع شده‌اند.
تلسکوپ هابل به تازگی تصاویر جدیدی از ستون‌های آفرینش تهیه کرده‌است که بسیار واضح‌تر از تصاویر دو دهه پیش بوده و با میدان دید گسترده‌تر، برای نخستین‌بار جزئیات دقیقی از پایه این ستون‌های سرد و گازدار در اختیار محققان قرار داده است. تلسکوپ هابل در نور مرئی و مادون قرمز اقدام به تهیه تصویر کرده‌است؛ در تصویر مادون قرمز، ستون‌های آفرینش به شکل سایه‌های ترسناک و باریک دیده می‌شوند، چراکه نور مادون قرمز به غیر از متراکم‌ترین مناطق ستون‌ها، به داخل گرد و غبار و گاز نفوذ می‌کند.
در این تصویر همچنین ستارگان تازه متولد شده که در تصویر نور مرئی پنهان هستند نیز به‌وضوح دیده می‌شوند. تصویر مادون قرمز نشان می‌دهد که علت وجود این ستون‌ها، بخش انتهایی بسیار متراکم آن‌ها هستند و گازهای سرد باعث ایجاد این ساختارهای بلند ستون‌مانند شده‌است. این تصاویر که همزمان با بیست و پنجمین سالگرد فعالیت تلسکوپ هابل تهیه شدند، در نشست سالانه انجمن نجوم آمریکا ارائه شدند.